# McCartney Kessler
Pour les articles homonymes, voir Kessler.
McCartney Kessler, née le 8 juillet 1999 à Calhoun, aux États-Unis, est une joueuse de tennis américaine, professionnelle depuis 2017.

## Carrière professionnelle
En 2015, elle gagne l'Orange Bowl junior en double U16.
Elle débute sur le circuit WTA en 2024 lors du tournoi WTA 250 d'Auckland.
Début 2024, elle reçoit une wildcard pour le tableau principal de l'Open d'Australie et passe le 1er tour en battant la Française Fiona Ferro.
Le 26 février 2024, elle remporte son 1er titre WTA 125 à Puerto Vallarta en battant en finale l'Australienne Taylah Preston.
Elle remporte en août 2024 son 1er tournoi WTA à Cleveland en renversant en finale la Brésilienne Beatriz Haddad Maia (1-6, 6-1, 7-5) alors que la Brésilienne a servi pour le match. Elle avait pu participer au tournoi en raison d'une invitation qu'elle a d'abord honoré contre une autre wild-card, Katrina Scott (6-1, 4-6, 6-4) puis en remontant un handicap d'un set à zéro contre la Chinoise Wang Xinyu (3-6, 6-4, 6-2). Elle écarte également la Néerlandaise Arantxa Rus (6-4, 6-2) et la Russe Anastasia Potapova (4-6, 6-3, 6-3) en demi-finale. Elle devient la première Américaine à remporter le tournoi depuis la légende Chris Evert en 1973.
Elle remporte un deuxième titre en carrière en début de saison 2025, à Hobart, sortant la tête de série numéro sept Rebecca Šramková (6-3, 7-5), la qualifiée María Carlé (6-2, 6-2), la tête de série numéro une Dayana Yastremska, demi-finaliste l'année passée à l'Open d'Australie (7-5, 6-4), l'Arménienne Elina Avanesyan (4-6, 6-3, 6-4) et la Belge Elise Mertens, deux fois titrée par le passé (6-4, 3-6, 6-0), devenant la troisième joueuse Américaine de suite à gagner le tournoi.
Elle arrive début mars de nouveau en finale, à Austin où elle sort sur son parcours la repêchée Viktorija Golubic (6-2, 7-5) et fait preuve de caractère en remontant un handicap d'un set à zéro contre Cristina Bucșa (5-7, 6-3, 7-6) et la vétérane Sorana Cîrstea (5-7, 6-4, 6-1). Après avoir battu la belge Greet Minnen (7-5, 6-4), elle s'incline logiquement contre la numéro quatre mondiale Jessica Pegula (5-7, 2-6) en finale.
Elle parvient à effectuer un bon parcours à Nottingham en juin, écartant difficilement l'ancienne Top 10 et vainqueur Beatriz Haddad Maia (7-5, 6-7, 7-5), la Chinoise Zhu Lin (6-1, 6-4) puis la locale et double tenante du titre Katie Boulter (6-3, 3-6, 6-4). Disputant sa quatrième finale en carrière après une victoire sur Rebecca Šramková (6-4, 6-2), elle remporte son premier titre sur gazon contre l'Ukrainienne Dayana Yastremska (6-4, 7-5), devenant la première Américaine vainqueur du tournoi depuis la légende Billie Jean King plus de cinquante ans avant.

## Palmarès

### Titres en simple dames
| No | Date       | Nom et lieu du tournoi                                   | Catégorie | Dotation  | Surface      | Finaliste           | Score         |          |
| -- | ---------- | -------------------------------------------------------- | --------- | --------- | ------------ | ------------------- | ------------- | -------- |
| 1  | 18-08-2024 | Tennis in the Land powered by Rocket Mortgage, Cleveland | WTA 250   | 267 082 $ | Dur (ext.)   | Beatriz Haddad Maia | 1-6, 6-1, 7-5 | Parcours |
| 2  | 06-01-2025 | Hobart international, Hobart                             | WTA 250   | 275 094 $ | Dur (ext.)   | Elise Mertens       | 6-4, 3-6, 6-0 | Parcours |
| 3  | 16-06-2025 | Lexus Nottingham Open, Nottingham                        | WTA 250   | 275 094 $ | Gazon (ext.) | Dayana Yastremska   | 6-4, 7-5      | Parcours |

### Finale en simple dames
| No | Date       | Nom et lieu du tournoi | Catégorie | Dotation  | Surface    | Vainqueure     | Score    |          |
| -- | ---------- | ---------------------- | --------- | --------- | ---------- | -------------- | -------- | -------- |
| 1  | 24-02-2025 | ATX Open, Austin       | WTA 250   | 275 094 $ | Dur (ext.) | Jessica Pegula | 7-5, 6-2 | Parcours |

### Titre en double dames
| No | Date       | Nom et lieu du tournoi                               | Catégorie | Dotation    | Surface    | Partenaire | Finalistes                  | Score             |          |
| -- | ---------- | ---------------------------------------------------- | --------- | ----------- | ---------- | ---------- | --------------------------- | ----------------- | -------- |
| 1  | 27-07-2025 | Omnium Banque Nationale présenté par Rogers Montréal | WTA 1000  | 5 152 599 $ | Dur (ext.) | Coco Gauff | Taylor Townsend Zhang Shuai | 6-4, 1-6, [13-11] | Parcours |

### Finale en double dames
| No | Date       | Nom et lieu du tournoi | Catégorie | Dotation  | Surface    | Vainqueures            | Partenaire  | Score            |          |
| -- | ---------- | ---------------------- | --------- | --------- | ---------- | ---------------------- | ----------- | ---------------- | -------- |
| 1  | 24-02-2025 | ATX Open Austin        | WTA 250   | 275 094 $ | Dur (ext.) | Anna Blinkova Yuan Yue | Zhang Shuai | 3-6, 6-1, [10-4] | Parcours |

### Titre en simple en WTA 125
| No | Date       | Nom et lieu du tournoi         | Catégorie | Dotation  | Surface    | Finaliste      | Score         |          |
| -- | ---------- | ------------------------------ | --------- | --------- | ---------- | -------------- | ------------- | -------- |
| 1  | 19-02-2024 | Vallarta Open, Puerto Vallarta | WTA 125   | 115 000 $ | Dur (ext.) | Taylah Preston | 5-7, 6-3, 6-0 | Parcours |

## Parcours en Grand Chelem

### En simple dames
| Année | Open d'Australie | Open d'Australie | Internationaux de France | Internationaux de France | Wimbledon       | Wimbledon           | US Open         | US Open       |
| ----- | ---------------- | ---------------- | ------------------------ | ------------------------ | --------------- | ------------------- | --------------- | ------------- |
| 2023  | —                | —                | —                        | —                        | —               | —                   | Q3              | Eva Lys       |
| 2024  | 2e tour (1/32)   | Linda Nosková    | Q1                       | Olivia Gadecki           | 1er tour (1/64) | María Sákkari       | 1er tour (1/64) | Marta Kostyuk |
| 2025  | 1er tour (1/64)  | Zhang Shuai      | 1er tour (1/64)          | Elena-Gabriela Ruse      | 1er tour (1/64) | Markéta Vondroušová |                 |               |

N.B. : à droite du résultat se trouve le nom de l'ultime adversaire.

### En double dames
| Année | Open d'Australie                                                               | Open d'Australie                                                               | Internationaux de France                                                           | Internationaux de France | Wimbledon | Wimbledon | US Open                                                                                      | US Open |
| ----- | ------------------------------------------------------------------------------ | ------------------------------------------------------------------------------ | ---------------------------------------------------------------------------------- | ------------------------ | --------- | --------- | -------------------------------------------------------------------------------------------- | ------- |
| 2024  | —                                                                              | —                                                                              | —                                                                                  | —                        | —         | —         | 1er tour (1/32) S. Santamaria \|\| style="text-align:left;" \| N. Melichar-Martinez E. Perez |         |
| 2025  | 1er tour (1/32) A. Rus \|\| style="text-align:left;" \| K. Mladenovic Zhang S. | 1er tour (1/32) S. Lamens \|\| style="text-align:left;" \| Chan H.-c. G. Olmos | 2e tour (1/16) C. Tauson \|\| style="text-align:left;" \| K. Siniaková T. Townsend |                          |           |           |                                                                                              |         |

N.B. : le nom de la partenaire se trouve sous le résultat ; les noms des ultimes adversaires se trouvent à droite.

## Parcours en WTA 1000
Les tournois WTA « Premier Mandatory » et « Premier 5 » (entre 2009 et 2020) et WTA 1000 (à partir de 2021) constituent les catégories d'épreuves les plus prestigieuses, après les quatre levées du Grand Chelem. 

De 2009 à 2023, les tournois Premier Mandatory (dits tournois WTA 1000 obligatoires entre 2021 et 2023) regroupent Indian Wells, Miami, Madrid et Pékin, les autres constituant les tournois Premier 5 (tournois WTA 1000 non-obligatoires). À partir de 2024, le nombre de tournois WTA 1000 passe à 10 par saison (fin de l’alternance Doha / Dubaï), ces derniers devenant tous obligatoires et offrant tous 1000 points à la vainqueure (contre 900 points précédemment pour les tournois Premier 5).

### En simple dames
| Année |       |                           |                          |                                  |                            |                              |                             |                          |                          |                          |  |  |
| Doha  | Dubaï | Indian Wells              | Miami                    | Madrid                           | Rome                       | Canada                       | Cincinnati                  | Pékin                    | Wuhan                    | Wuhan                    |  |  |
| Doha  | Dubaï | Indian Wells              | Miami                    | Madrid                           | Rome                       | Canada                       | Cincinnati                  | Pékin                    | Wuhan                    | Wuhan                    |  |  |
| Doha  | Dubaï | Indian Wells              | Miami                    | Madrid                           | Rome                       | Canada                       | Cincinnati                  | Pékin                    | Wuhan                    | Wuhan                    |  |  |
| 2024  |       |                           |                          | 1er tour (1/64) N. Párrizas Díaz |                            |                              |                             |                          |                          | 1er tour (1/64) Zhang S. |  |  |
| 2025  |       | 1er tour (1/32) O. Jabeur | 3e tour (1/8) K. Muchová | 2e tour (1/32) A. Sabalenka      | 3e tour (1/16) E. Raducanu | 1re tour (1/64) B. Andreescu | 1er tour (1/64) R. Šramková | 4e tour (1/8) M. Kostyuk | 3e tour (1/16) E. Seidel |                          |  |  |

Sous le résultat, l’ultime adversaire.
1. 1 2   Les tournois de Doha et Dubaï alternent le statut de tournoi WTA 1000 (ex Premier 5) entre 2009 et 2023 : les trois premières éditions ont lieu à Dubaï, les trois suivantes à Doha, puis Dubaï accueille le tournoi de cette catégorie les années impaires et Dubaï les années paires. De 2011 à 2023, la ville qui n’accueille pas de WTA 1000 organise à la place un tournoi WTA 500 (ex Premier).
2. 1 2 3 4 5 6   L’ordre de déroulement des tournois a évolué depuis 2009 : Rome se dispute avant Madrid et Cincinnati avant Montréal/Toronto jusqu’en 2010, tandis que Tokyo (2009-2013)-Wuhan (2014-2019, 2024-)-Guadalajara (2022-2023) ont lieu avant Pékin jusqu’en 2023.

## Classements WTA en fin de saison
| Année          | 2017 | 2018 | 2019 | 2020 | 2021 | 2022 | 2023 | 2024 |
| Rang en simple | 939  | 1020 | 1217 | 1273 | 1009 | 948  | 231  | 68   |
| Rang en double | –    | –    | 1171 | 1229 | 1489 | 992  | 241  | 387  |

Source : (en) Classements de McCartney Kessler sur le site officiel de la Fédération internationale de tennis

## Victoires sur le top 10
Toutes ses victoires sur des joueuses classées dans le top 10 de la WTA lors de la rencontre.
| Légende      |
| ------------ |
| Grand Chelem |
| WTA 1000     |
| WTA 500      |
| WTA 250      |
| Fed Cup      |

| # | Rang  |  | Tournoi  | Année | Surface |  | Adversaire     | Rang | Tour | Score     | Tableau |
| - | ----- |  | -------- | ----- | ------- |  | -------------- | ---- | ---- | --------- | ------- |
| 1 | no 53 |  | Dubaï    | 2025  | Dur     |  | Coco Gauff     | no 3 | 1/16 | 6-4, 7-5  | Tableau |
| 2 | no 32 |  | Montréal | 2025  | Dur     |  | Mirra Andreeva | no 5 | 1/16 | 7-65, 6-4 | Tableau |